# 虻田郡
虻田郡（日语：／ Abuta gun */?）為日本北海道的郡，同時跨越了後志綜合振興局和膽振綜合振興局的轄區。
郡名源自阿伊努語的「ap-ta-pet」，意思為製作釣鉤的河川。

## 轄區
轄區包含6町2村：
- 後志綜合振興局
  - 新雪谷町（ニセコ町）
  - 喜茂別町
  - 京極町
  - 俱知安町
  - 真狩村
  - 留壽都村
- 膽振綜合振興局
  - 豐浦町
  - 洞爺湖町

## 沿革

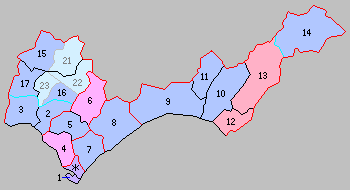
北海道一・二級町村制施行時虻田郡下辖町村（2.虻田村 3.弁边村 15.倶知安村 16.真狩村［第1次］ 17.狩太村 水色：分立現存町村 21.东倶知安村 22.喜茂别村 23.真狩别村）

- 1869年8月15日：北海道設置11國86郡，膽振國虻田郡成立。
- 1897年11月：北海道實施支廳制，虻田郡隸屬室蘭支廳之管轄。此時虻田郡下轄俱知安村、虻田村、真狩村、弁邊村、禮文村。[3]（5村）
- 1899年10月：俱知安村改隸屬岩內支廳管轄，虻田郡成為跨支廳的郡。
- 1901年10月16日：狩太村從虻田村分村。（6村）
- 1902年4月1日：虻田村和弁邊村（弁邊村、禮文村合併而成）成為北海道二級村。（5村）[4]
- 1906年4月1日：真狩村、狩太村和俱知安村成為北海道二級村。[5][6]
- 1910年3月1日：岩內支廳、壽都支廳、小樽支廳合併為後志支廳，俱知安村隸屬後志支廳的管轄，同時真狩村和狩太村改隸屬後志支廳之管轄。
- 1910年4月1日：東俱知安村從俱知安村分割獨立為北海道二級村。[7]（6村）
- 1915年4月1日：俱知安村成為北海道一級村。
- 1916年4月1日：俱知安村改制為俱知安町。（1町5村）
- 1917年4月1日：喜茂別村從真狩村分割獨立設置為北海道二級村。（1町6村）
- 1920年6月1日：
  - 洞爺村從虻田村分割獨立設置為北海道二級村。（1町7村）
  - 有珠郡德舜瞥村（現在的伊達市大瀧區）的部份區域被併入喜茂別村。
- 1922年4月1日：真狩別村從真狩村分割獨立設置為北海道二級村。（1町8村）
- 1922年8月：室蘭支廳改名為膽振支廳。
- 1923年4月1日：東俱知安村成為北海道一級村。
- 1925年2月1日：真狩村改名為留壽都村。
- 1932年6月1日：弁邊村改名為豐浦村。
- 1938年4月1日：虻田村成為北海道一級村。
- 1938年10月1日：虻田村改制為虻田町。（2町7村）
- 1940年4月1日：東俱知安村改名為京極村。
- 1941年12月1日：真狩別村改名為真狩村。
- 1947年7月1日：豐浦村改制為豐浦町。（3町6村）
- 1950年9月1日：狩太村改制為狩太町。（4町5村）
- 1952年7月1日：喜茂別村改制為喜茂別町。（5町4村）
- 1962年5月1日：京極村改制為京極町。（6町3村）
- 1964年10月：狩太町改名為新雪谷町。
- 2006年3月27日：虻田町和洞爺村合併為洞爺湖町。（6町2村）